# کیسمندو
کیسمندو (به اسپانیایی: Quismondo) یک شهرستان در اسپانیا است که در استان تولدو واقع شده‌است.

## خصوصیات
کیسمندو ۴۷ کیلومترمربع مساحت و ۱٬۵۳۳ نفر جمعیت دارد و ۵۴۸ متر بالاتر از سطح دریا واقع شده‌است.